# Tivaevae

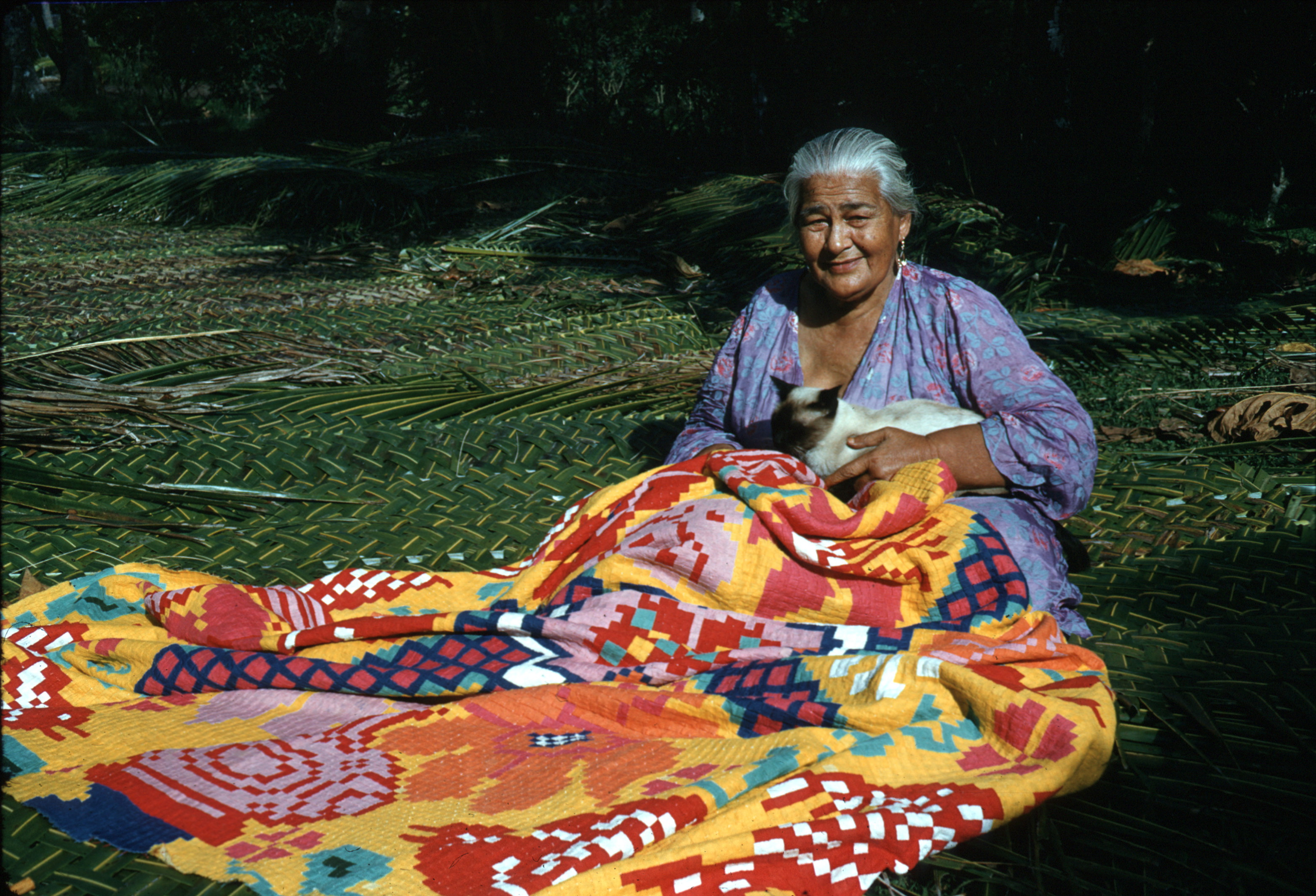
Donna cuce un tivaevae, Rarotonga.

Le tivaevae sono coperte decorate, solitamente usate come copriletto, tipiche delle Isole Cook.
Le tivaevae spesso vengono donate a ospiti importanti in occasioni speciali, come regali di compleanno o di matrimonio, oppure si usano per coprire il corpo di una persona cara che è morta. Vengono spesso mostrate durante eventi importanti come le cerimonie del taglio di capelli tradizionale, compleanni e matrimoni.